# Alpes del Tauern orientales
Los Alpes del Tauern orientales (llamados también Bajos Tauern - en alemán, Niedere Tauern; en italiano, Alpi dei Tauri orientali / Bassi Tauri) son una sección del gran sector Alpes centrales del este, según la clasificación SOIUSA. Su pico más alto es el Hochgolling, con 2.863 m s. n. m.
Se extienden exclusivamente por Austria, en los länder de Salzburgo y de Estiria.

## Clasificación
Según la Partición de los Alpes de 1926 los Tauern estaban comprendidos en los Alpes Nóricos. Según la SOIUSA son dos (Alpes del Tauern occidentales y Alpes del Tauern orientales) de las 36 secciones alpinas.

## Geografía
Los Alpes del Tauern orientales limitan al noreste con los Alpes Septentrionales de Estiria; al sudeste con los Prealpes de Estiria; al sur con los Alpes de Estiria y Carintia; al sudoeste con los Alpes del Tauern occidentales; al noroeste con los Alpes Septentrionales Salzburgueses y los Alpes del Salzkammergut y de la Alta Austria.
No se encuentran a lo largo de la cadena principal alpina sino que se apartan de los Alpes del Tauern occidentales en el Murtörl.

## Subdivisiones
Los Alpes del Tauern orientales, según la SOIUSA, están subdivididos en cuatro subsecciones y siete supergrupos:
- Tauern de Radstadt
  - Cadena Weißeck-Mosermandl-Hochfeind
- Tauern de Schladming y de Murau
  - Grupo del Schladming
  - Grupo del Murau
- Tauern de Wölz y de Rottenmann
  - Grupo del Wölz
  - Grupo del Rottenmann
- Tauern de Seckau
  - Cadena Gamskögel-Geierhaupt
  - Alpes de Seckau